# Millerowo
Millerowo (russisch Миллерово) ist eine Stadt in der Oblast Rostow (Russland) mit 36.499 Einwohnern (Stand 14. Oktober 2010).

## Geografie
Die Stadt liegt etwa 220 km nördlich der Oblasthauptstadt Rostow am Don am Oberlauf der Glubokaja, eines linken Nebenflusses des Sewerski Donez.
Millerowo ist Verwaltungszentrum des gleichnamigen Rajons.
Die Stadt liegt an der Eisenbahnstrecke Moskau–Woronesch–Rostow am Don (Streckenkilometer 966), von welcher hier eine Strecke in Richtung Luhansk und Donezbecken (Ukraine) abzweigt. Durch Millerowo führt die Fernstraße M4 Moskau–Rostow am Don–Noworossijsk.

## Geschichte
Millerowo entstand 1786, als die Zarin Katharina die Große in einem Ukas dem deutschstämmigen Kosakenoffizier Iwan Abramowitsch Miller (Müller) gestattete, auf zuvor ungenutztem Land ein Landgut zu errichten. Gut und Siedlung wurden Millerowo genannt.
Gegen Ende des 19. Jahrhunderts entwickelte sich der Ort mit dem Bau der Rostow-Woronesch-Koslower Eisenbahn und einer Zweigstrecke in Richtung des Donezbeckens zu einem bedeutenden Eisenbahnknotenpunkt.
1926 wurde das Stadtrecht verliehen.
Millerowo wurde im Zweiten Weltkrieg am 16. Juli 1942 von der deutschen Wehrmacht besetzt und am 17. Januar 1943 von Truppen der Südwestfront der Roten Armee während des Vorrückens auf Woroschilowgrad zurückerobert.

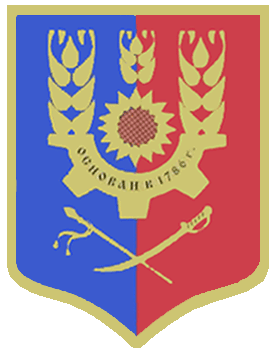
Altes Wappen von Millerowo bis 2018

### Bevölkerungsentwicklung
| Jahr | Einwohner |
| ---- | --------- |
| 1939 | 24.048    |
| 1959 | 30.005    |
| 1970 | 34.627    |
| 1979 | 36.195    |
| 1989 | 37.346    |
| 2002 | 38.498    |
| 2010 | 36.499    |

Anmerkung: Volkszählungsdaten

## Wirtschaft
In Millerowo gibt es ein Werk für Landwirtschaftsmaschinen und weitere Maschinenfabriken, daneben Betriebe der Textil- und Lebensmittelindustrie. Nordwestlich der Stadt befindet sich ein Flugplatz der russischen Luftwaffe.

## Söhne und Töchter der Stadt
- Denis Gluschakow (* 1987), russischer Fußballspieler
- Edwald Sawadski (1927–2005), russischer Festkörperphysiker